# Har Barkan
Har Barkan (hebrejsky: הר ברקן) je hora o nadmořské výšce 497 metrů v severním Izraeli, v pohoří Gilboa.
Leží v střední části pohoří Gilboa, cca 8 kilometrů západně od města Bejt Še'an a 2 kilometry jihozápadně od vesnice Chefciba. Má podobu výrazného návrší s převážně odlesněnou vrcholovou partií. Rozsáhlý lesní komplex se nachází pouze na severním úbočí pod vrcholem. Poblíž vrcholové partie vede lokální silnice 667. Na východní a severní straně terén prudce klesá, vesměs po odlesněných svazích, do zemědělsky využívaného Charodského údolí. Na jihovýchod odtud stojí sousední vrcholy Har Achina'am a Har Gefet, na západní straně je to vrch Har Lapidim. Po jihozápadních svazích hory vede izraelská bezpečnostní bariéra, která od počátku 21. století odděluje přilehlý Západní břeh Jordánu, kde leží palestinská vesnice Faqqua.